# Екатерина Брауншвейг-Вольфенбюттельская (1488—1563)
Екатерина Брауншвейг-Вольфенбюттельская (1488 — 1563, Амт-Нойхаус, Саксен-Лауэнбург) — принцесса Брауншвейг-Вольфенбюттельская из дома Вельфов, в браке — герцогиня Саксен-Лауэнбургская.

## Жизнь
Екатерина была дочерью герцога Генриха IV Брауншвейг-Вольфенбюттельского (1463—1514) и Екатерины (1465—1526), дочери герцога Эрика II Померанского.
20 ноября 1509 года в Вольфенбюттеле она вышла замуж за герцога Магнуса I Саксен-Лауэнбургского (1470—1543). Её отец в 1509 году созвал парламент чтобы ввести специальный налог, поскольку он оказался не в состоянии в одиночку оплатить приданое дочери. Только после долгих переговоров парламент согласился ввести дополнительный налог, чтобы собрать деньги на приданое и драгоценности для принцессы.
Екатерина была ярой католичкой и поддерживала тесные связи со своим родственником из Брауншвейга. Это побудило короля Швеции Густава I Вазу жениться на одной из её дочерей в попытке помешать немецким князьям-католикам поддерживать короля Дании Кристиана II.
Когда её сын собирался жениться, она вступила в переговоры с его будущей свекровью Екатериной Мекленбургской, без ведома и в ущерб главе семьи Веттинов Иоганну Фридриху Саксонскому.

## Дети
У Екатерины было шестеро детей:
- Франц I (1510—1581) ∞ 1540 Сибилла Саксонская (1515—1592)
- Доротея (1511—1571) ∞ 1525 Кристиан III, король Дании и Норвегии (1503—1559)
- Екатерина (1513—1535) ∞ 1531 Густав I Ваза, король Швеции (1496—1560)
- Клара (1518—1576) ∞ 1547 Франц, герцог Брауншвейг-Люнебурга (1508—1549)
- София (1521—1571) ∞ 1537 Антон I, граф Ольденбурга и Дельменхорста (1505—1573)
- Урсула (1523—1577) ∞ 1551 Генрих V, герцог Мекленбурга (1479—1552)